# Colonus alineae
Espèce
Colonus alineae est une espèce d'araignées aranéomorphes de la famille des Salticidae.

## Distribution
Cette espèce se rencontre au Brésil au Minas Gerais, en Espírito Santo, dans l'État de Rio de Janeiro, dans l'État de São Paulo, au Mato Grosso do Sul, au Santa Catarina et au Rio Grande do Sul et en Argentine dans la province de Misiones,.

## Description
Le mâle holotype mesure 7,3 mm et la femelle paratype 7,3 mm.

## Systématique et taxinomie
Cette espèce a été décrite par Rubio, Stolar, Baigorria et Baptista en 2023.

## Étymologie
Cette espèce est nommée en l'honneur d'Aline Pires de Melo Nogueira. 

## Publication originale
- Rubio, Stolar, Baigorria & Baptista, 2023 : « Description of two new species of jumping spider Colonus F. O. Pickard-Cambridge, 1901 (Araneae: Salticidae) from Brazil and Argentina. » Faunitaxys, vol. 11, no 58, p. 1-10.